# Besançon
Besançon és una ciutat de França, capital del departament de Dubs, a la regió de Borgonya-Franc Comtat, a la vora dreta del riu Doubs.
Capital de la regió històrica i cultural del Franc Comtat, Besançon constitueix avui un important centre administratiu dins de la regió administrativa de Borgonya-Franc Comtat, com que acull la seu del consell regional i la regió acadèmica, així com un cert nombre de direccions regionals. També és la seu d'una de les quinze províncies eclesiàstiques franceses i una important ciutat de guarnició.
Establida en un meandre del riu Doubs, la ciutat ha tingut un paper important des de l'època galo-romana amb el nom de Vesontio, capital del Sèquans. Per la situació geogràfica a llarg de la història va esdevenir en un bastió militar, una ciutat guarnició, un centre polític i una capital religiosa.
Bressol històric de la rellotgeria francesa, Besançon ha heretat aquest saber fer que ha contribuït a fer-ne un important centre industrial format per empreses innovadores en l'àmbit de la microtecnologia, la micromecànica i l'enginyeria biomèdica. La universitat fundada l'any 1423 acull més de 24.000 estudiants (nombre de 2023), inclosos uns quatre mil estudiants en pràctiques d'arreu del món al centre de lingüística aplicada.
Proclamada «la primera ciutat verda de França», la ciutat gaudeix d'una qualitat de vida reconeguda. Gràcies al ric patrimoni històric i cultural i a una arquitectura única, Besançon compta amb el segell de Ciutat d'Art i Història des de 1986 i les fortificacions disenyades per Vauban són a la llista del Patrimoni de la Humanitat des de 2008.

## Geografia
La ciutat de Besançon és a l'eix estructurador europeu Rin-Roine, una via de comunicacions entre el mar del Nord i el mar Mediterrani, el nord i el sud d'Europa, més precisament a la unió de la regió muntanyosa de la Serralada del Jura i les vastes planes fèrtils del Franc Comtat, a l'extrem nord-oest del departament del Doubs, a la vall del riu Doubs. És a 75 quilòmetres a l'est de Dijon, prefectura de la regió de Borgonya-Franc Comtat, 188 quilòmetres al nord-est de Lió, 197 quilòmetres al sud-oest d'Estrasburg i 327 quilòmetres al sud-est de París, la capital nacional. La frontera amb Suïssa és a 46 km en línia d'aire, Lausana és la ciutat suïssa de més de 100.000 habitants més propera, a 93 km al sud-est.

## Història
Era l'antiga fortalesa dels sèquans anomenada Vesontio, però Juli Cèsar la conquerí l'any 58 aC. Sota l'Imperi Romà esdevingué la metròpoli dels sèquans, segons esmenta Dio Casi. Reimarus escriu Besontiona, i Ausoni escriu Visontio. En una inscripció del temps de Trajà s'esmenta com a Vesant. La ciutat és rodejada pel riu Doubs (antic Dubis). El 58 aC Juli Cèsar va marxar contra el rei germànic Ariovist al país dels sèquans, i va arribar a la ciutat de Vesontio abans que els germans. La ciutat era emmurallada i les muralles connectaven la part alta amb la ciutat. La ciutat va proveir de subministraments a Cèsar, que en va fer una base contra el rei germànic que va derrotar a la plana entre els Vosges i el Rin, prop d'aquest riu (a uns 8 km). L'hivern del 58 al 57 aC, Cèsar estar-se a la ciutat.
Fou destruïda diverses vegades pels alamans, els huns i d'altres, però cada vegada fou reconstruïda. S'hi han trobat moltes restes romanes. A la vora hi ha un pont romà de pedra i un aqüeducte. A la ciutat hi ha un arc triomfal de data desconeguda, decorat amb escultures.
Fou conquerida pels burgundis el 456. El 1032 passà a ésser una ciutat governada pels seus arquebisbes i, alliberada del domini d'aquests, fou una ciutat imperial (segle xiii). El nom va canviar al llarg de la història: Besantio, Besontion, Bisanz fins a arribar finalment a l'actual Besançon.
L'emperador Carles V i Felip II n'afavoriren l'activitat comercial, i el 1595 fou unida a la corona d'Espanya. Conquerida per Condé (1674), fou incorporada a França per la pau de Nimega (1678). Lluís XIV, alhora que li suprimí totes les llibertats, la convertí en lloc d'assentament del parlament (1676) i de la universitat (1691). Del 1790 al 1825 fou refugi d'una colònia de rellotgers suïssos —afins a les idees revolucionàries—, que van crear la indústria rellotgera local. El 1871 la ciutat va ser travessada per idees revolucionàries, que condueix a l'aparició d'un projecte de Comuna.

## Política i govern
El Ple de l'Ajuntament té 55 regidors. L'actual alcaldessa de Besançon és Anne Vignot (Les Écologistes), elegida pel consistori arran de les eleccions municipals de 2020, la llista sindical d'esquerra que va liderar la segona volta amb el 43,83% dels vots, enfront del 41,61% del de Ludovic Fagaut (Els Republicans) i el 14,55% de la llista d'Éric Alauzet (La República en marxa).

## Economia
És un centre industrial de rellotgeria, bicicletes, automòbils i de teixits. És centre d'empreses innovadores en els camps de la microtecnologia, la micromecànica i l'enginyeria biomèdica. També és coneguda com a estació balneària. És un nus de comunicacions (carretera, ferrocarril).
La Université de Franche-Comté, fundada l'any 1423 matricula prop de 24.000 estudiants cada any, inclosos uns 4.000 forans de tot el món dins del Centre de Lingüística Aplicada (CLA).

## Cultura i patrimoni

### Monuments

#### Restes de l'època galo-romana
Durant l'Antiguitat, Vesontio era una important metròpoli de la Gàl·lia romana. És adornat amb monuments, alguns dels quals han sobreviscut. Les excavacions arqueològiques que es fan durant les obres sovint revelen nous descobriments d'aquesta època.
El monument més emblemàtic i millor conservat d'aquesta època és la Porta Negra, un arc de triomf galo-romà construït sota Marc Aureli al segle ii al barri de Saint-Jean. Immediatament a sota hi ha la plaça Castan que presenta un conjunt de restes arqueològiques del segle II o III, compost notablement per vuit columnes corínties. A l'altra riba del Doubs, al barri de Battant, són visibles les restes del amfiteatre de Vesontio: només se n'han descobert algunes grades i fonaments, va servir de pedrera a l'edat mitjana per a la construcció d'altres edificis. Diversos mosaics d'antigues domus s'exposen al Museu de Belles Arts i Arqueologia o al lloc on es van descobrir.
- Porta Negra
- Plaça Castan
- Mosaics exposats al Museu de Belles Arts i Arqueologia

#### Fortificacions i edificis militars
La major part del sistema de fortificació actual (ciutadella, recinte urbà format per muralles i baluards, Fort Griffon) és obra de Vauban. Aquest conjunt figura a la llista del Patrimoni de la Humanitat amb altres onze llocs sota el títol Fortificacions de Vauban. Els forts dels altres turons es van construir tots al segle xix. Les úniques fortificacions supervivents anteriors a Vauban són la Porta Rivotte, la Porta Tallada, la Torre Quadrada, la Torre Notre-Dame i la Torre de la Pelote.
La ciutadella de Besançon va ser construïda per Vauban entre 1678 i 1771 i, amb més de 250.000 visitants cada any, és el lloc més visitat del Franc Comtat. S'estén per onze hectàrees al cim del Mont Saint-Étienne a una altitud d'entre 330 i 370 metres, dominant així el meandre del Doubs, que hi té una altitud d'entre 240 i 250 metres. Reuneix un museu de la Resistència i la Deportació, un museu de tradicions regionals, el servei d'arqueologia regional i un parc zoològic. És el símbol de la ciutat.
- Ciutadella
- Porta Rivotte
- Torre de la Pelote

#### Edificis religiosos
Després d'adquirir una seu episcopal a partir del segle iii, les esglésies i les abadies s'hi van multiplicar durant la primera edat mitjana. Aleshores es va produir una important construcció o reconstrucció d'edificis religiosos al [[segle XI|segle xi]] durant l'episcopat d'Hugues I de Salins i moltes esglésies van ser embellides o reconstruïdes després de la conquesta francesa de 1674. El 1842, l'església de l'Esperit Sant va ser cedida oficialment a la Comunitat protestant mentre la comunitat jueva va inaugurar una sinagoga l'any 1869. Finalment, la comunitat musulmana va fer construir dues mesquites des de la darreria del segle xx.

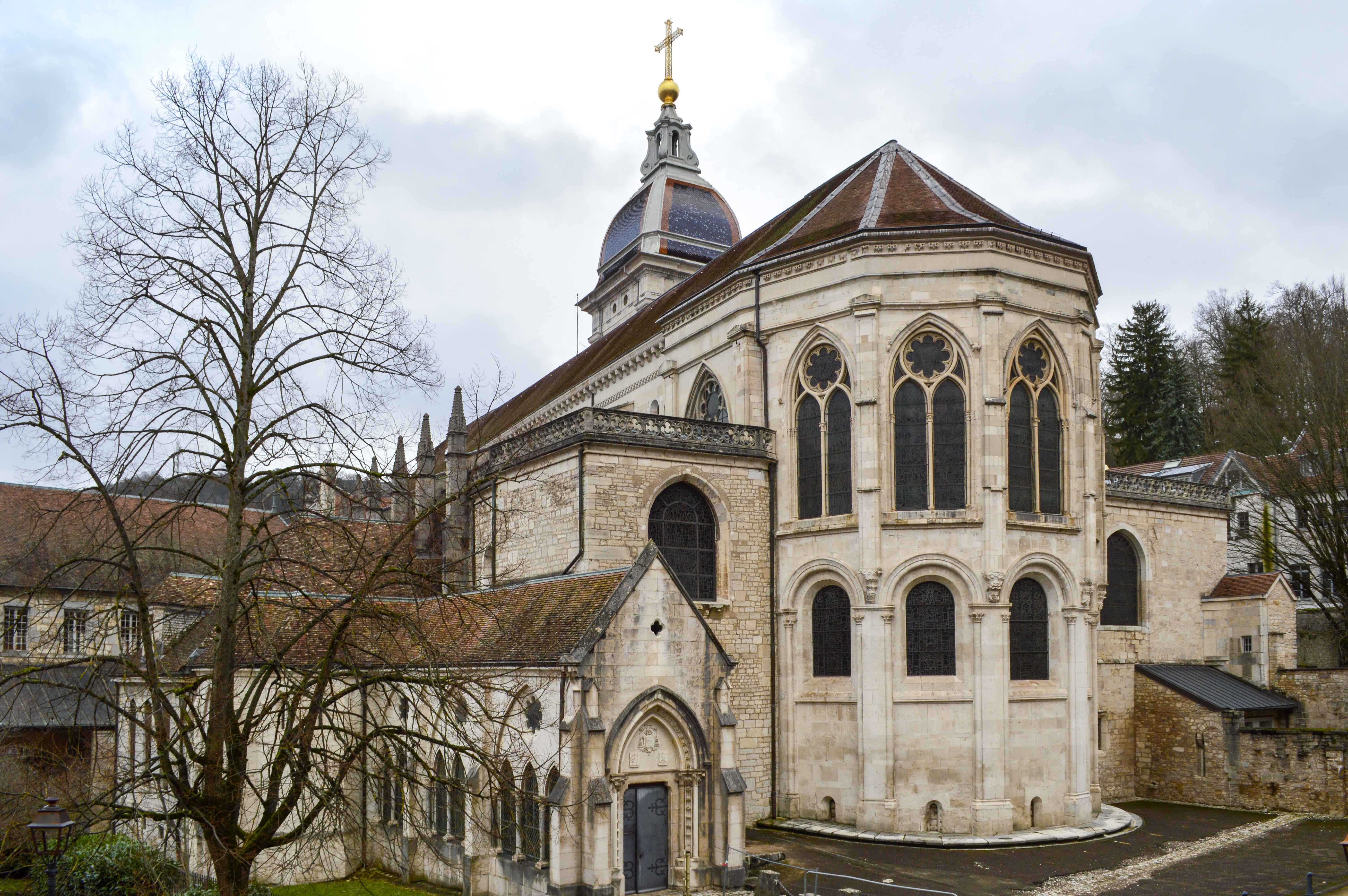
Catedral de Sant Joan

L'edifici religiós més important dedicat al culte catòlic a Besançon és la catedral de Sant Joan, d'arquitectura gòtica, datada dels segles ix, xii i xviii. Té dos absis i s'hi conserva una obra mestra de Fra Bartolomeo, el quadre de la Mare de Déu i els Sants pintat l'any 1512. La catedral domina l'antic barri de la sala capitular que inclou el palau de l'arquebisbat de Besançon a l'antiga casa pairal de Boistouset. L'antic palau arxiepiscopal actualment és ocupat pel Rectorat de l'Acadèmia. El Gran Seminari va ser construït de 1670 a 1695 per l'arquebisbe Antoine-Pierre I de Grammont i finalitzat al segle xviii amb l'alçat del portal i la construcció d'un bell edifici principal a la façana.

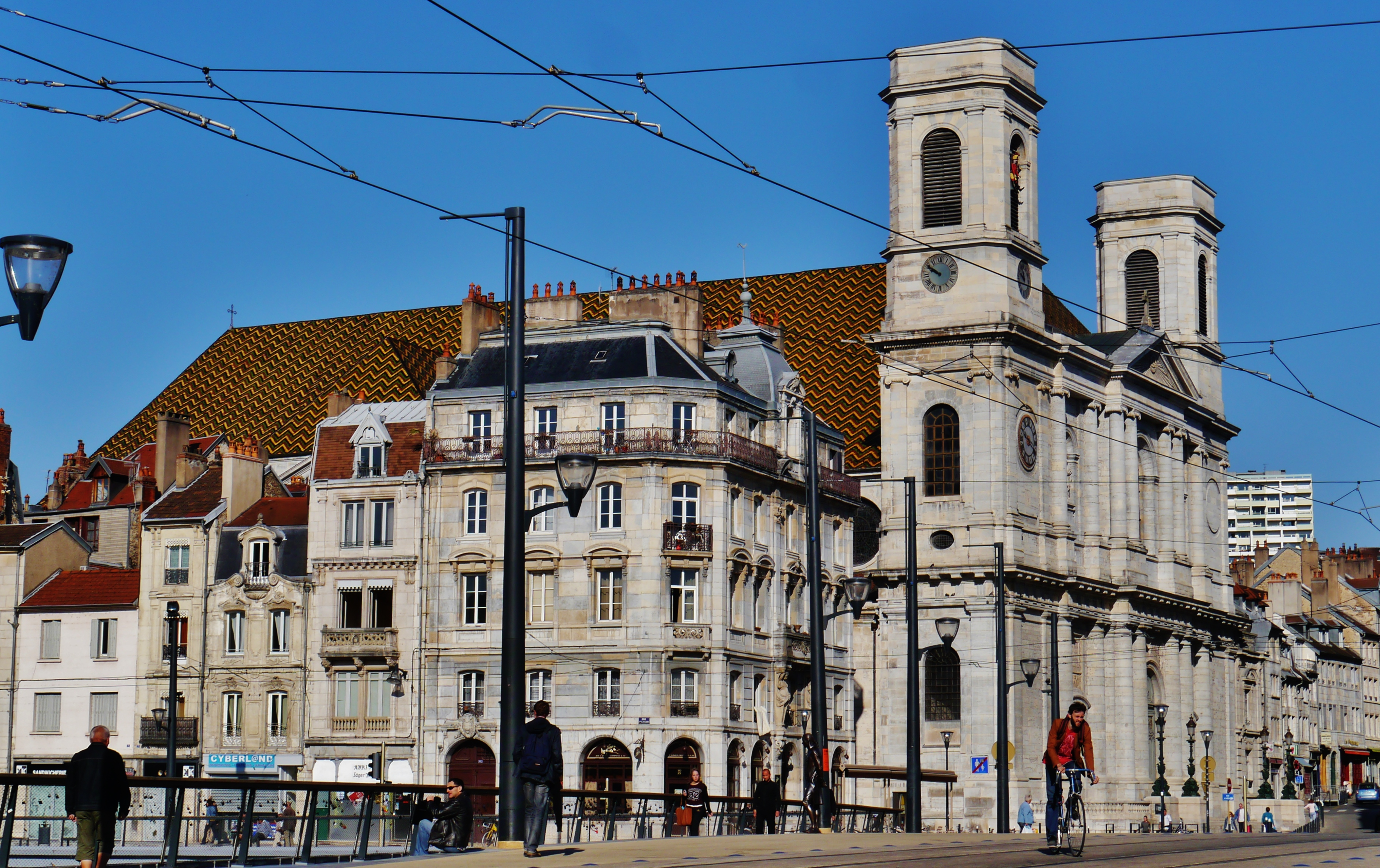
Església de Santa Magdalena

A l'altre extrem de l'antic cardo i actual Grande Rue, hi ha l'església de Santa Magdalena construïda de 1746 a 1766 segons plans de Nicolas Nicole. Es va acabar el 1828-1830 amb la construcció de les dues torres, una de les quals serveix de perxa al famós autòmat Jacquemart. Té una coberta de teules policromades vidriades. Al cor del centre de la ciutat, l'església de Sant Pere, construïda pel bisontí Claude Joseph Alexandre Bertrand del 1782 al 1786, impressiona per l'alçada del campanar que servia de campanar d'espadanya a l'ajuntament davant seu. L'església de Sant Maurici, fundada al segle vi, va ser reconstruïda entre 1711 i 1714 amb una façana d'estil jesuïta rematada amb un carilló. L'església de Notre-Dame correspon a l'antiga abadia benedictina de Sant Vicenç que va ser fundada al segle ix. Sota l'Imperi va esdevenir l'església parroquial de Notre-Dame. La façana va ser dissenyada l'any 1720 per l'arquitecte Jean-Pierre Galezot. Encara s'hi pot veure el gran portal d'entrada a l'abadia i el campanar del segle xvi. Actualment l'ocupa la Facultat de Lletres i Ciències Humanes. L'església de Sant Francesc Xavier, antiga capella del col·legi dels Jesuïtes, va ser construïda entre 1680 i 1688. Té una planta en forma de creu llatina envoltada de petites capelles laterals. Va ser donat de baixa l'any 1975. L'església abacial de Sant Pau, l'església de l'antiga abadia fundada cap al 628 per sant Donat, arquebisbe de Besançon, va ser reconstruïda als segles xiv i xv. Té una bonica nau gòtica. La capella Notre-Dame-du-Foyer, construïda entre 1739 i 1745 per Nicolas Nicole, era antigament la capella del Convent de Refugi abans de ser adossada a l'hospital de Sant Jaume el 1802.
Fora del nucli antic, entre els edificis catòlics importants, hi ha la basílica de Saint-Ferjeux d'estil romano-bizantí construïda sobre la gruta dels sants patrons de Besançon Saint-Ferjeux i Saint-Ferréol. Notre-Dame des Buis, una capella del segle xix , domina la ciutat a 491 metres d'altitud. El 1842, a la comunitat protestant se li va assignar l'antic hospici de l'Esperit Sant, avui temple de l'Esperit Sant. És un edifici gòtic del segle xiii augmentat per una capella al segle xv. El campanar va ser enderrocat durant la Revolució. Es distingeix per una galeria de fusta esculpida, obra mestra d'un artista anònim. El portal neogòtic va ser construït l'any 1841 per l'arquitecte Alphonse Delacroix en lloc de l'antic porxo.

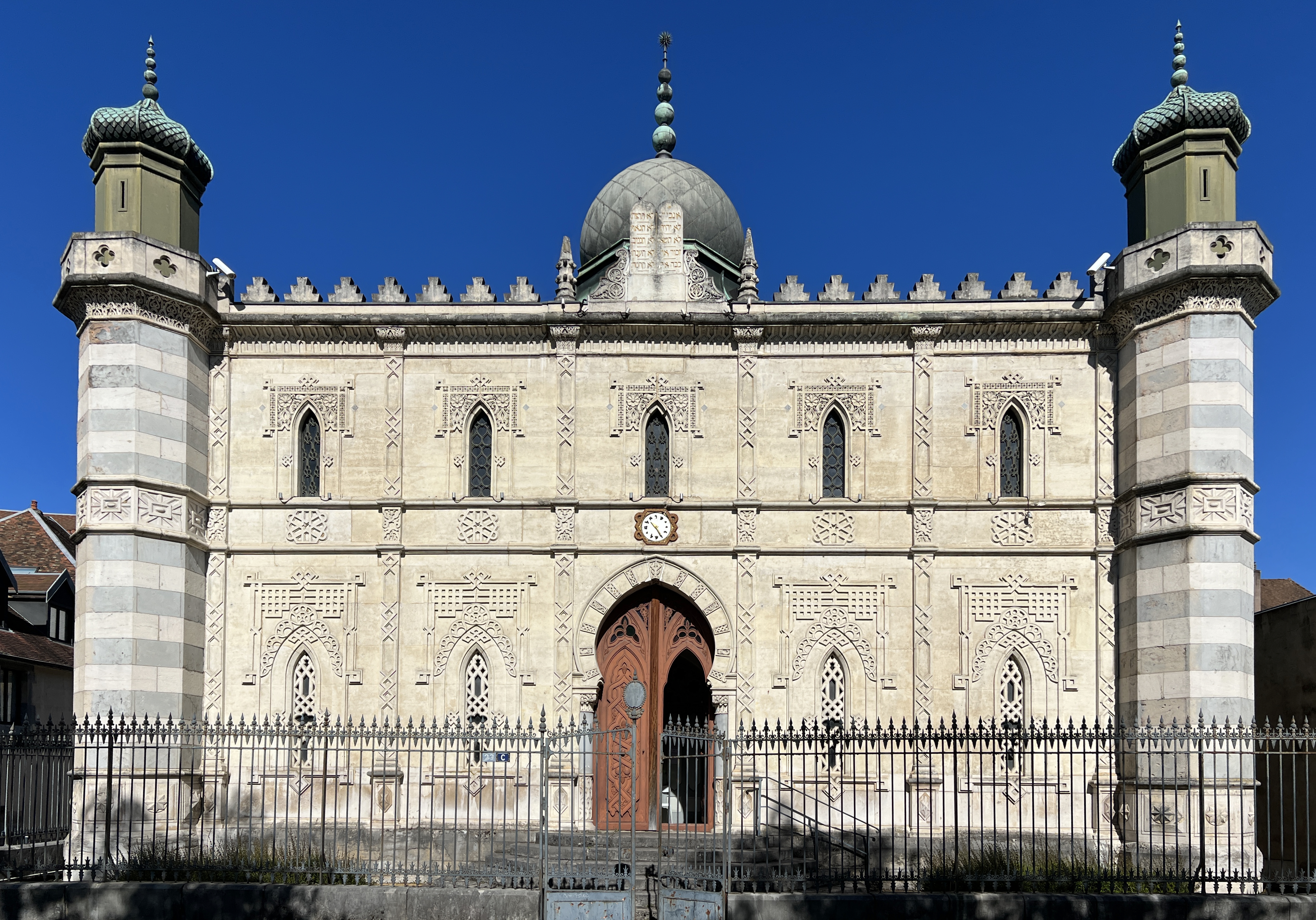
Sinagoga

La comunitat jueva, en auge a la ciutat a mitjan segle xix, va fer construir una sinagoga entre 1869 i 1871 segons els plans de l'arquitecte Pierre Marnotte. Classificat com a monument històric l'any 1984, destaca especialment per un estil morisc inspirat en l'Alhambra de Granada. Els llocs de culte construïts més recentment a Besançon són de fe musulmana: es tracta de la mesquita de Sounna construïda a finals del segle xx en uns terrenys cedits per la ciutat al barri de Saint-Claude i la mesquita d'Al-Fath al barri de Planoise.

#### Edificis civils
Al segle xvi es van construir nombrosos palaus i mansions als barris de Boucle i Battant. El més important és el Palau Granvelle amb arquitectura renaixentista construït per Nicolau Perrenot de Granvelle, canceller i guardià dels segells de l'emperador Carles V. Actualment acull el Museu del Temps. L'ajuntament va ser construït per l'arquitecte Richard Maire que el va acabar l'any 1573. Té una façana encapçalada a l'esperit dels palaus renaixentistes italians. Un gran nínxol de la façana albergava fins a la Revolució Francesa una estàtua de bronze de Carles V muntant una àguila de dos caps.
El Palau de Justícia era originàriament el segon edifici de l'ajuntament. L'any 1582, el municipi va decidir ampliar l'ajuntament per establir-hi la cort i la capella. La construcció va ser encarregada a l'arquitecte Hugues Sambin que es va inspirar molt en l'esperit del Renaixement. L'Hôtel de Champagney va ser construït al barri de Battant per Jacques Bonvalot, senyor de Champagney, durant la primera meitat del segle xvi. La seva filla Nicole Bonvalot, vídua de Nicolas de Granvelle, va fer remodelar el local i enjardinar el pati entre 1560 i 1565 per l'arquitecte Richard Maire. Es distingeix per les quatre belles gàrgoles que n'adornen la façana i pel pati interior amb un passatge de volta de creueria i galeries amb columnes de fusta de gran bellesa. L'hotel Mareschal pertanyia a una important família local, la família Mareschal.
- Palau Granvelle
- Ajuntament
- Palau de Justícia

Just després de la conquesta francesa, els desenvolupaments van ser principalment de caràcter militar. Tanmateix, a finals del segle xvii es van aixecar altres dues construccions notables. Les obres de l'hospital de Sant Jaume, que havia de substituir el de la rue d'Arènes, van començar l'any 1688 i es van acabar el 1701. Té una monumental porta d'entrada, executada pel serraller Nicolas Chapuis el 1703. Va ser substituïda per una còpia. El Moll Vauban va ser construït entre 1691 i 1695 per l'enginyer Isaac Robelin. És un conjunt monumental de cases amb arcades.

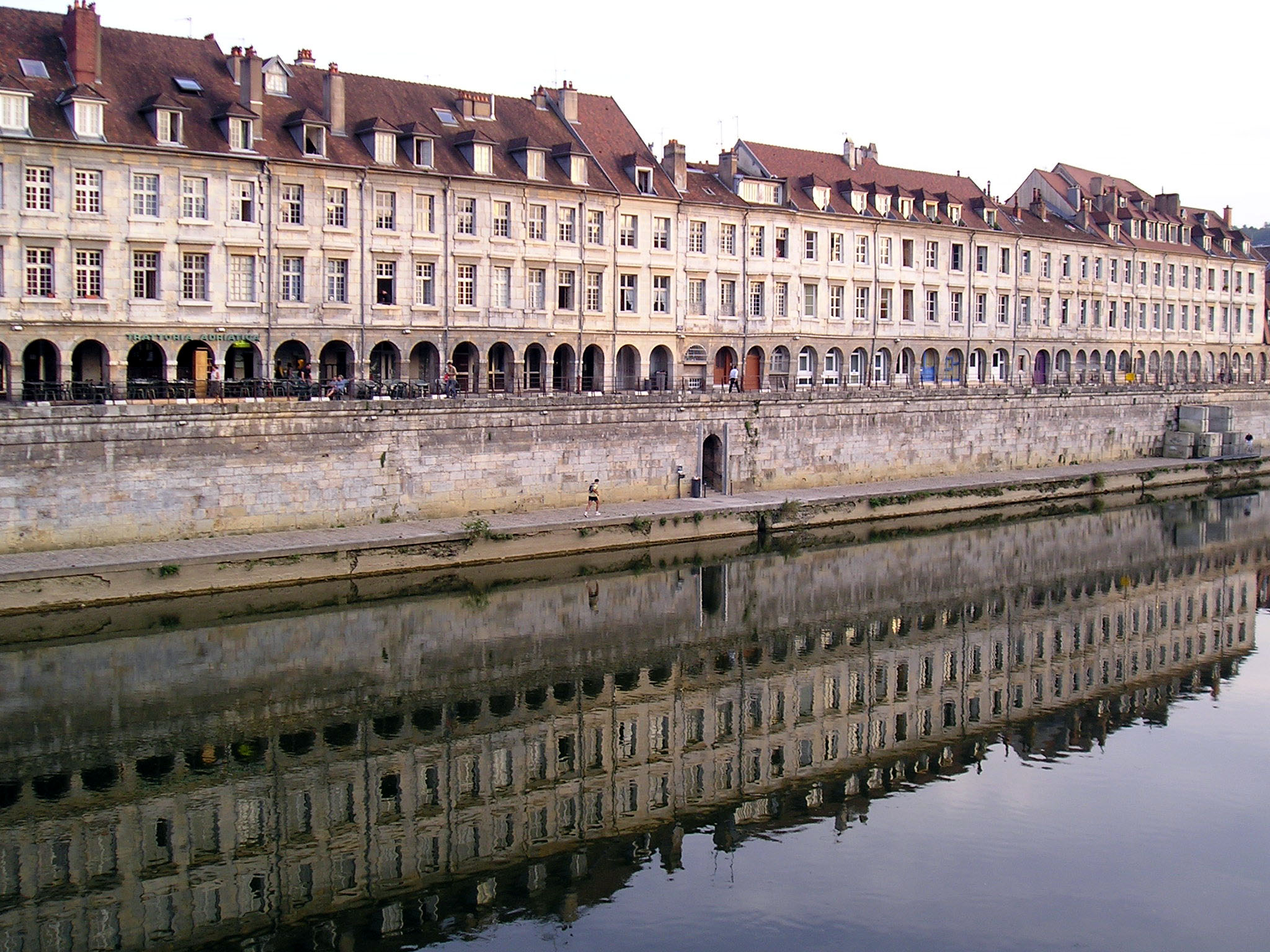
El Moll Vauban

Durant el segle de les Llums, l'urbanisme de la ciutat va experimentar grans transformacions i la construcció d'edificis remarcables, sobretot per la seva nova condició de capital. L'Hôtel de l'Intendance, actual prefectura de Doubs, va ser construït entre 1771 i 1778 a petició de l'intendent Charles André de Lacoré. Els plànols van ser elaborats pel gran arquitecte parisenc Victor Louis i l'obra dirigida per l'arquitecte Bison Nicolas Nicole. Adopta la planta tradicional de cases particulars, amb un pati principal que presenta una façana composta per sis columnes jòniques rematades per un frontó i un jardí a la part posterior de l'edifici la façana del qual està decorada amb una rotonda lleugerament sobresortint al jardí.
El Teatre Ledoux va ser encarregat pel senyor de Lacoré a Claude-Nicolas Ledoux que en va dibuixar els plns i va encarregar la construcció a Claude-Joseph-Alexandre Bertrand, que va començar el 1778 i es va inaugurar el 9 d'agost de 1784 sota la direcció de Louis V Joseph de Bourbon-Condé. Amb una capacitat de 2.000 localitats, es considerava molt innovadora, ja que comptava amb un públic assegut, un amfiteatre sense llotges i va ser el primer del món a tenir fossa d'orquestra. El 29 d'abril de 1958, un incendi dramàtic va destruir completament l'interior i la coberta de l'edifici. Només se'n van conservar els murs i la façana amb les sis columnes monumentals. Nombroses cases particulars també donen fe de la prosperitat de la ciutat durant aquest període.
Tot i que els banys termals de Besançon van quedar totalment destruïts als anys 1950, la ciutat conserva un cert nombre d'edificis emblemàtics del seu passat termal: el Grand Hôtel des Bains inaugurat el 1893, el casino municipal instal·lat en un edifici d'estil Belle Époque inaugurat el 1882 o el Kursaal es va inaugurar el 1893. També de la Belle Époque data l'observatori astronòmic, creat per decret presidencial el 1878 i erigit del 1883 al 1884 segons els plans de l'arquitecte Étienne-Bernard Saint-Ginest, el Café du Commerce, una brasseria de la segona meitat del segle xix amb una rica decoració interior d'estil Belle Époque.
- El Casino
- El Grand Hôtel des Bains
- El Kursaal

L'especialització de Besançon en rellotgeria ha deixat empremta en el patrimoni de la ciutat. El rellotge astronòmic de la catedral de Sant Joan va ser encarregat l'any 1858 pel cardenal Mathieu a Auguste-Lucien Vérité. Formada per 30.000 peces mecàniques, 57 esferes i que presenta 122 indicacions, totes interdependents, és considerada una obra mestra d'aquest gènere i és catalogada com a Monument Històric l'any 1991. L'Escola Nacional de Rellotgeria va ser construïda entre 1928 i 1932 per l'arquitecte Paul Guadet. Aquest imponent edifici Art déco amb un rellotge monumental a la façana ara acull l'institut Jules-Haag. La fàbrica de rellotges Dodane, acabada l'any 1943, és un edifici de formigó armat en forma de L, la construcció del qual va ser encarregada a l'arquitecte Auguste Perret que també va dissenyar els elements de decoració interior. Té un jardí privat amb piscina i pista de tennis. Al segle xxi, dos rellotges monumentals, obres de Philippe Lebru del taller d'Utinam, s'instal·len a la façana del Museu de Belles Arts de Besançon i a l'interior de l'estació de TGV de Besançon Franche-Comté.
A més del patrimoni rellotger, durant els segles xx i xxi es van construir altres edificis amb una arquitectura notable. El campus universitari de Canot va ser construït a partir de 1929 per l'arquitecte René Tournier i inaugurat pel president de la República Albert Lebrun l'any 1933. Va ser la primera residència universitària de França. L'Institut Superior de Belles Arts va ser construït entre els anys 1970 i 1974 segons els plans de l'arquitecte català Josep Lluís Sert. La Ciutat de les Arts, inaugurada l'any 2013, és obra del famós arquitecte japonès Kengo Kuma.

## Educació
- École nationale supérieure de mécanique et des microtechniques

## Fills il·lustres
- Charles de Tinseau d'Amondans (1748-1822) matemàtic i militar.
- Hipòlit Raimund Colet (1814-1851) compositor musical.
- Justin Girod-Chantrans (1750-1841) naturalista.
- Victor Hugo (1802-1855) Politic i escriptor
- Louis Lumière (1864-1948) invenció del cinematògraf
- Auguste Lumière (1862-1956) invenció del cinematògraf
- André Bloch (1893-1948), matemàtic